# Manuel Iturra
Manuel Iturra, född 2 juni 1984 i Temuco, är en chilensk före detta fotbollsspelare.
Iturra debuterade för moderklubben Universidad de Chiles A-lag 2002.

## Landslagskarriär
Iturra debuterade för det chilenska landslaget i en vänskapsmatch mot Peru den 18 augusti 2005.
2006 var Iturra en del av Nelson Acostas nya lagbygge och i vänskapsmatchen mot Irland lyckades han skjuta in segermålet för Chile (1–0).